# Litewka (Białoruś)
Litewka (biał. Літоўка; ros. Литовка) – wieś na Białorusi, w obwodzie brzeskim, w rejonie lachowickim, w sielsowiecie Olchowce.

## Historia
W dwudziestoleciu międzywojennym leżała w Polsce, w województwie nowogródzkim, w powiecie baranowickim, w gminie Niedźwiedzice. W 1921 miejscowość liczyła 181 mieszkańców, zamieszkałych w 32 budynkach, wyłącznie Polaków. 174 mieszkańców było wyznania prawosławnego i 7 rzymskokatolickiego.
Po II wojnie światowej w granicach Związku Sowieckiego. Od 1991 w niepodległej Białorusi.